# Рік Мерло
Рік Мерло  (англ. Rick Merlo, 5 серпня 1982) — американський ватерполіст, олімпійський медаліст.

## Виступи на Олімпіадах
| Олімпіада  | Дисципліна | Місце |
| ---------- | ---------- | ----- |
| Пекін 2008 | водне поло | 2     |